# Championnat de Chine de football 2006
Navigation
Saison précédente Saison suivante
La saison 2006 du Championnat de Chine de football était la 47e édition de la première division chinoise et la 3e sous le format de Chinese Super League. Les seize meilleures équipes du pays sont regroupées au sein d'une poule unique, où tous les clubs s'affrontent en matchs aller et retour. À la fin du championnat, les deux derniers du classement sont relégués et remplacés par les deux meilleures équipes de China League, la deuxième division chinoise.
C'est le Shandong Luneng Taishan qui décroche le 2e titre de champion du Chine de son histoire en terminant en tête du classement final, avec dix-sept points d'avance sur le Shanghai Shenhua et vingt sur le club de Beijing Guoan. Le club réussit même le doublé en battant Dalian Shide en finale de la Coupe de Chine.
En janvier 2006, le club de Sichuan Guancheng déclare forfait; le championnat se déroule donc avec seulement quinze équipes.

## Les 15 clubs participants
| - Shandong Luneng Taishan - Shanghai Shenhua - Beijing Guoan - Changchun Yatai - Dalian Shide - Tianjin TEDA - Shanghai Liancheng - Xiamen Lanshi | - Shaanxi Zhongxin - Wuhan Guanggu - Shenzhen Kingway - Liaoning FC - Shenyang Ginde - Qingdao Zhongneng - Chongqing Lifan |

## Compétition
Le barème de points servant à établir les classements se décompose ainsi :
- Victoire : 3 points
- Match nul : 1 point
- Défaite : 0 point

### Classement
| Rang | Équipe                    | Pts | J  | G  | N  | P  | Bp | Bc | Diff |
| ---- | ------------------------- | --- | -- | -- | -- | -- | -- | -- | ---- |
| 1    | Shandong Luneng Taishan C | 69  | 28 | 22 | 3  | 3  | 74 | 26 | +48  |
| 2    | Shanghai Shenhua          | 52  | 28 | 14 | 10 | 4  | 37 | 19 | +18  |
| 3    | Beijing Guoan             | 49  | 28 | 13 | 10 | 5  | 27 | 16 | +11  |
| 4    | Changchun Yatai P         | 46  | 28 | 13 | 7  | 8  | 41 | 26 | +15  |
| 5    | Dalian Shide T            | 45  | 28 | 13 | 6  | 9  | 43 | 29 | +14  |
| 6    | Tianjin TEDA              | 40  | 28 | 10 | 10 | 8  | 40 | 38 | +2   |
| 7    | Shanghai Liancheng        | 39  | 28 | 9  | 12 | 7  | 32 | 25 | +7   |
| 8    | Xiamen Lanshi P           | 38  | 28 | 9  | 11 | 8  | 28 | 27 | +1   |
| 9    | Shaanxi Zhongxin          | 36  | 28 | 8  | 12 | 8  | 33 | 34 | -1   |
| 10   | Wuhan Guanggu             | 31  | 28 | 8  | 7  | 13 | 28 | 42 | -14  |
| 11   | Shenzhen Kingway          | 30  | 28 | 8  | 6  | 14 | 22 | 42 | -20  |
| 12   | Liaoning FC               | 26  | 28 | 6  | 8  | 14 | 24 | 42 | -18  |
| 13   | Shenyang Ginde            | 26  | 28 | 6  | 8  | 14 | 22 | 43 | -21  |
| 14   | Qingdao Zhongneng         | 25  | 28 | 6  | 7  | 15 | 25 | 36 | -11  |
| 15   | Chongqing Lifan           | 16  | 28 | 3  | 7  | 18 | 20 | 51 | -31  |

|  | Qualification pour la Ligue des champions 2007                               |
|  | Relégation en Chinese League                                                 |
|  | T Tenant du titre C Vainqueur de la Coupe de Chine P Promu de Chinese League |

## Bilan de la saison
| Championnat de Chine de football 2006 |                                    |
| Champion                              | Shandong Luneng Taishan (2e titre) |
| Coupes et trophées                    |                                    |
| Vainqueur de la Coupe de Chine 2006   | Shandong Luneng Taishan            |
| Qualifications continentales          |                                    |
| Ligue des champions 2007              | Shandong Luneng Taishan            |
| Ligue des champions 2007              | Shanghai Shenhua                   |
| Promotions et relégations             |                                    |
| Promus en Super League                | Henan Jianye                       |
| Promus en Super League                | Zhejiang Lucheng                   |
| Relégués en China League              | Chongqing Lifan                    |